# La morte e la bussola
La morte e la bussola (titolo originale spagnolo: La muerte y la brújula) è un racconto di Jorge Luis Borges. Pubblicato nella rivista Sur nel maggio 1942, fu incluso nella raccolta Finzioni del 1944.
Nella storia l'investigatore Erik Lönnrot tenta di risolvere una misteriosa serie di omicidi, che sembra seguire uno schema cabalistico.

## Trama
Lönnrot è un investigatore in una città non nominata, che potrebbe o non potrebbe essere Buenos Aires. Quando un rabbino viene ucciso nella sua stanza all'Hotel du Nord il 3 dicembre, Lönnrot si interessa al caso. Il commissario Treviranus, della polizia, sostiene che il delitto è accidentale, ma Lönnrot, basandosi su un criptico messaggio rimasto nella macchina per scrivere del rabbino ("La prima lettera del Nome è stata articolata") si convince del contrario. Lo collega con il tetragrammaton, la sequenza di quattro lettere che compongono il nome di Dio e che non è permesso pronunciare, e studia i testi religiosi del rabbino ucciso.
Esattamente un mese dopo, la sera del 3 gennaio, nei sobborghi occidentali della città, avviene un secondo omicidio; sulla scena del delitto viene trovato il messaggio "La seconda lettera del Nome è stata articolata". La sera del 3 febbraio, nella parte orientale della città avviene un terzo delitto, accompagnato dal messaggio "L'ultima lettera del Nome è stata articolata".
Lönnrot tuttavia non crede che la serie di omicidi sia terminata, poiché il tetragrammaton contiene quattro lettere. Inoltre, ipotizza che gli omicidi siano effettivamente avvenuti il giorno 4 di ciascun mese, perché nel calendario ebraico il giorno inizia al tramonto. Predice quindi che il mese successivo sarà commesso un quarto e ultimo omicidio.
Nel frattempo, la polizia riceve una lettera anonima che mostra che le posizioni dei delitti coincidono con i vertici di un triangolo equilatero. Riconoscendo che la parte meridionale della città non è ancora stata toccata dalla serie di delitti, Lönnrot deduce che lo schema completo avrà la forma di un rombo (il sud compare spesso negli scritti di Borges come allusione alla frontiera argentina, e per estensione come simbolo di solitudine, illegalità e fato).
Lönnrot individua così il luogo esatto e vi giunge con un giorno di anticipo, preparato a sorprendere gli assassini. Si tratta di una villa dall'architettura simmetrica, circondata da un oscuro giardino. L'investigatore vi si introduce, ed è afferrato da due scagnozzi che lo conducono dal suo nemico, il bandito Red Scharlach.
Scharlach rivela che Lönnrot aveva arrestato suo fratello, che poi era morto in prigione, e che lui aveva giurato di vendicare la sua morte. L'uccisione del rabbino era stata accidentale, ma Scharlach era venuto a sapere dai giornali che Lönnrot stava seguendo uno schema cabalistico per individuare i criminali e aveva pensato di approfittarne per attirarlo in una trappola: aveva così opportunamente progettato il secondo e il terzo delitto. Lönnrot, con la prospettiva della morte imminente, acquista una grande calma e spiega a Scharlach che il suo labirinto è troppo complesso: invece di un rombo, con i suoi quattro lati, sarebbe bastata una sola linea su cui disporre gli omicidi, con ciascun omicidio successivo collocato a metà strada tra i due precedenti (A a 8 km da B, C a 4 km da A e B, D a 2 km da A e C). Lönnrot dice che tanti filosofi si sono perduti in un tale labirinto, che vi si potrà perdere anche un semplice detective (questo è un riferimento al paradosso di Zenone). Scharlach promette che nella loro prossima incarnazione intrappolerà Lönnrot in questo labirinto più semplice, e lo uccide.